# Julianes berberis
Julianes berberis (Berberis julianae) er en stedsegrøn busk med en stivgrenet, opret vækstform. 

## Beskrivelse
Barken er først lysegrøn og svagt stribet med lidt hvid belægning. Senere bliver den lysebrun og rillet. Knopperne er spredte, ægformede og meget klart røde. Bladene er elliptiske og læderagtige med tornet rand. Oversiden er blankt mørkegrøn, mens undersiden er lysegrøn. På skuddene sidder desuden kraftige, tre-delte bladtorne. 
Blomsterne sidder i små toppe. De er gule og skålformede med fin duft. Frugterne er aflange, blåduggede bær med én kerne. Frøene modner godt og spirer villigt.
Rodnettet består af nogle få, kraftige rødder. De når langt ned og vidt ud, men de er kun svagt forgrenede. Veddet er kraftigt gult. 
Højde x bredde og årlig tilvækst: 3 x 2 m (20 x 15 cm/år). Disse mål kan fx anvendes, når arten udplantes.

## Hjemsted
Busken gror på bjergskråninger i Hubei-provinsen (Mellem-Kina). Her optræder den på mineralrig, leret bund sammen med bl.a. blå ene, elefantgræs, etagekornel, glasbær, kinapære, kinesisk ildtorn, pernys kristtorn, pilebladet dværgmispel, ranunkelbusk, rynkeblad, skæbnetræ, smuk pieris og tempeltræ.

## Giftighed
Bærrene smager surt, men de er – modsat en udbredt misforståelse – ikke giftige. Derimod er alle andre dele af busken giftige.
| Portal | Portal:Botanik |